# セールレーシ・アンドラーシュ
セールレーシ・アンドラーシュ（ハンガリー語: Szőllősy András([ˈsøːlːøːʃi ˈɒndraːʃ])、1921年2月27日 – 2007年12月6日）は、ハンガリーの作曲家、音楽学者。バルトークの作品と著作を整理し、全作品と音楽関係論文にセールレーシ作品番号 「Sz」を付与したことで知られる。 

## 経歴
1921年、トランシルヴァニアのサースヴァーロシュ（Szászváros、現在のルーマニアのオラシュティエOrăștie）に生まれた。ブダペスト大学でハンガリー文学、フランス文学を学んだのち、リスト音楽院でコダーイ、ヴィシュキ・ヤーノシュに師事した。その後イタリアのサンタ・チェチーリア国立アカデミアでゴッフレード・ペトラッシにも師事した。1943年、コダーイに関する論文をブダペスト大学に提出して博士号を取得した。
1950年から1988年までリスト音楽院で音楽史、音楽理論を教えた。1953年、コダーイの作品に作品番号を付与。1957年、バルトークの作品にセールレーシ番号を付与。1967年、バルトーク著作全集を編纂。バルトーク、コダーイ、オネゲルに関する多数の著作がある。クラシックのほか、劇音楽、映画音楽の作曲もしている。
2007年、86歳でブダペストにて死去。

## 受賞・栄典
- 1970年：「弦楽のための協奏曲第3番」でユネスコ国際作曲家会議賞受賞。
- 1971年]：エルケル賞を受賞。
- 1985年：ハンガリーにおける文化人最高の栄誉であるコシュート賞を受賞。
- 1987年：フランス政府より芸術文化勲章コマンドゥール章が授与された。